# Aérodrome de Cabo Rojo
L'aérodrome de Cabo Rojo est un aéroport de République dominicaine.

## Situation
| Barahona Constanza La Romana Pedernales Monte Cristi Punta · Cana Samaná · A. Barril Samaná · El Catey Puerto Plata Santiago Saint-D. · Las Américas Saint-D. · La Isabela |